# Just for Kicks
Just for Kicks — дебютний студійний альбом американського джазового конрабасиста/віолончеліста Елді Янга, випущений у 1962 році лейблом Argo.

## Опис
У 1962 році контрабасист/віолончеліст Елді Янг випустив свій дебютний (і єдиний) сольний альбом, Just for Kicks, на Argo, дочірньому джазовому лейблі Chess Records. Сесія звукозапису відбулась 28 грудня 1961 року на студії Ter Mar Studios в Чикаго, Іллінойс.
Тут Янгу, який грає і на контрабасі, і на віолончелі, акомпанують Лео Райт на альт-саксофоні і флейті, Мел Волдрон на фортепіано, Річард Еванс на контрабасі та Айзек «Ред» Голт (колега Янга по тріо Рамсі Льюїса). 

## Список композицій
1. «When Johnny Comes Marching Home» (Л. Ламберт) — 3:08
2. «Goodbye» (Гордон Дженкінс) — 2:15
3. «Crazy She Calls Me» (Карл Сігмен, Боб Расселл) — 3:47
4. «Big Brother» (Елді Янг) — 2:16
5. «Cry Me a River» (Артур Гамільтон) — 2:20
6. «Truly» (Оскар Браун, мол.) — 2:46
7. «Mr Kicks» (Елді Янг) — 2:30
8. «Motherless Child» (народна, аранж. Елді Янг) — 3:30
9. «Just for Kicks» (Елді Янг) — 3:02
10. «John Henry» (народна, аранж. Елді Янг) — 1:57

## Учасники запису
- Елді Янг — контрабас, віолончель
- Лео Райт — альт-саксофон, флейта
- Мел Волдрон — фортепіано
- Річард Еванс — контрабас
- Айзек (Ред) Голт — ударні

Технічний персонал
- Ральф Басс — продюсер
- Рон Мало — інженер
- Дон С. Бронстейн — обкладинка